# Valter Lang

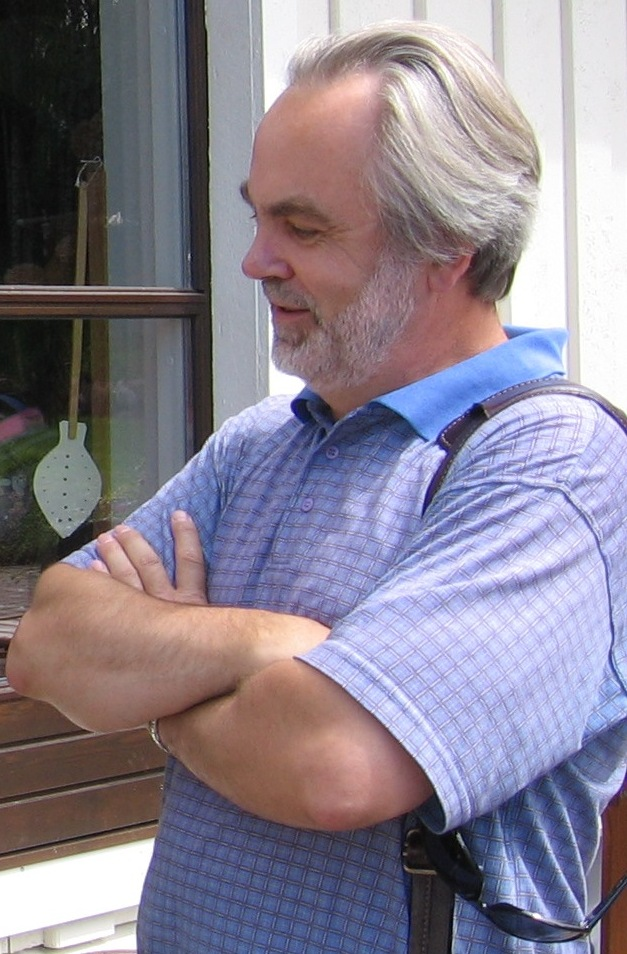
Valter Lang, 2010

Valter Lang (* 26. Januar 1958 in Kulunda, Oblast Nowosibirsk) ist ein estnischer Archäologe.

## Leben
Valter Lang wurde als Sohn 1949 nach Sibirien deportierter Esten geboren, konnte jedoch noch in seinem Geburtsjahr mit seinen Eltern nach Estland zurückkehren. Er machte 1976 in Otepää Abitur und studierte anschließend an der Universität Tartu. Nach seinem Studienabschluss 1981 ging er an das Institut für Geschichte in Tallinn, wo er ein Projekt zur Archäologie der Eisenzeit am Unterlauf des Pirita-Flusses bearbeitete. Zu diesem Thema legte er 1988 eine Kandidatenarbeit am Archäologischen Institut der Sowjetischen Akademie der Wissenschaften in Leningrad vor. 1996 verteidigte er seine Doktorarbeit an der Universität Tartu über das prähistorische Revala, eine historische estnische Region um die heutige Hauptstadt Tallinn.
Valter Lang ist seit 1999 ordentlicher Professor für Archäologie an der Universität Tartu. Er war von 2006 bis 2012 Dekan der Philosophischen Fakultät. Seit 2010 ist er Mitglied der Estnischen Akademie der Wissenschaften, seit 2017 korrespondierendes Mitglied der Finnischen Akademie der Wissenschaften.

## Werk
Langs Fachgebiet ist die Urgeschichte Estlands, insbesondere hat er Nordestland in der späten Bronzezeit und der Eisenzeit erforscht. Er hat zahlreiche Ausgrabungen in Estland geleitet und als Herausgeber der Serie Muinasaja teadus (Prähistorische Wissenschaft, seit 1991) sowie der Zeitschrift Eesti Arheoloogia Ajakiri (Estnische Zeitschrift für Archäologie, seit 1997) maßgeblich die Altertumswissenschaft in Estland beeinflusst.
Zuletzt beschäftigte sich Lang auch mit der Ethnogenese der Ostseefinnen, d. h. der Vorfahren der Finnen und Esten. In seiner Monografie Läänemeresoome tulemised (englischsprachiges Summary: Finnic be-comings, 2018) bemüht er sich um eine Zusammenführung von historischer Sprachwissenschaft, Paläogenetik und Archäologie und kommt zu dem Schluss, dass das archäologische Material die von der Uralistik vorgenommenen Datierungen größtenteils stützt. Demzufolge habe sich die gemeinsame ostseefinnische Sprache im ersten vorchristlichen Jahrtausend herausgebildet, während die heutigen Einzelsprachen größtenteils erst in der zweiten Hälfte des ersten nachchristlichen Jahrtausends entstanden.

## Auszeichnungen
- 1997 Wissenschaftspreis der Republik Estland
- 2001 Orden des weißen Sterns, IV. Klasse
- 2011 Wissenschaftspreis der Republik Estland

## Bibliografie (Auswahl)
- Muistne Rävala. 1. köide. Maa, muistised ja kultuur. Muistised, kronoloogia ja maaviljelusliku asustuse kujunemine Loode-Eestis, eriti Pirita jõe alamjooksu piirkonnas. Tallinn: Teaduste Akadeemia Kirjastus 1996. 277 S.
- Muistne Rävala. 2. köide. Kronoloogia. Asustus, ühiskond ja majandus. Muistised, kronoloogia ja maaviljelusliku asustuse kujunemine Loode-Eestis, eriti Pirita jõe alamjooksu piirkonnas. Tallinn: Teaduste Akadeemia Kirjastus 1996. S. 279–629.
- (Hg. gemeinsam mit Margot Laneman) Archaeological research in Estonia. 1865–2005. Tartu: Tartu University Press 2006. 388 S.
- Baltimaade pronksi- ja rauaaeg. Tartu: Tartu Ülikooli Kirjastus 2007. 309 S.
  - Englische Übersetzung: The Bronze and Early Iron Ages in Estonia. Tartu: Tartu University Press 2007. 298 S.
- (Hg.) Aspekte des Wandels in der Bronzezeit im Ostbaltikum. Die Siedlungen der Asva-Gruppe in Estland. Tallinn: Estonian Academy Publishers 2014. 494 S.
- (Hg. gemeinsam mit Kalevi Kull) Estonian approaches to culture theory. Tartu: University of Tartu Press 2014. 335 S.
- Läänemeresoome tulemised. Tartu: Tartu Ülikooli Kirjastus 2018. 320 S.
  - Finnische Übersetzung: Homo Fennicus. Itämerensuomalaisten etnohistoria. Suomentanut Hannu Oittinen. Helsinki: Suomalaisen Kirjallisuuden Seura 2020. 405 S.
- (Hg.) Eesti ajalugu I. Eesti esiaeg. Tartu: Tartu Ülikooli ajaloo ja arheoloogia instituut 2020. ISBN 978-9-985-41241-1, 520 S.

## Sekundärliteratur
- Sven-Erik Soosaar: Mis keeles räägivad kondid ja potikillud?, in: Keel ja Kirjandus 8–9/2018, S. 765–768.
- Janne Saarikivi: Onko uralilaisen etnohistorian tutkimuksessa tapahtunut käänne? Monitieteisyys ja uudet teoriat itämerensuomalaisten kielten synnystä Valter Langin Homo Fennicuksen valossa, in: Mika Hämäläinen, Niko Partanen, Khalid Alnajjar (eds.): Multilingual Facilitation. Honoring the career of Jack Rueter. Helsinki: University of Helsinki Library, S. 289–298.